# Беліни (Келецький повіт)
Беліни (пол. Bieliny) — село в Польщі, у гміні Беліни Келецького повіту Свентокшиського воєводства.
Населення — 2569 осіб (2011).
У 1975-1998 роках село належало до Келецького воєводства.

## Демографія
Демографічна структура на день 31 березня 2011 року:
|          | Загалом | Допрацездатний вік | Працездатний вік | Постпрацездатний вік |
| -------- | ------- | ------------------ | ---------------- | -------------------- |
| Чоловіки | 1260    | 269                | 873              | 118                  |
| Жінки    | 1309    | 250                | 819              | 240                  |
| Разом    | 2569    | 519                | 1692             | 358                  |